# Полчин-Здруй (гмина)
Полчин-Здруй (пол. Połczyn-Zdrój) — гмина (волость) в Польше, входит как административная единица в Свидвинский повет, Западно-Поморское воеводство. Население — 15 866 человек (на 2013 год).